# По следам Чарвадаров
По следам Чарвадаров (азерб. Çarvadarlarin izi ilə) — советская драма жанра телефильм 1974 года производства киностудии Азербайджанфильм, являющиеся экранизацией произведения Ильяса Эфендиева «Мосты».

## Сюжет
Герои фильма — создатели добродушных профессий, которые идут по стопам своих дедушек и бабушек, ранее работавшие в данных должностях. Основная идея фильма — оживление истории конкретной деревни и её атмосферы, защиты и сохранности исторических памятников. Фильм снят по заказу ЦТ СССР.

## Создатели фильма

### В ролях
Шафига Мамедова — Сария
Мухтар Маниев — Гасан
Гасан Турабов — Адиль
Мамедрза Шейхзаманов — Али киши
Лейла Бадирбейли — Мафруза
Садых Гусейнов — Махмуд киши
Самандар Рзаев — Самандар
Абдул Махмудов — Гариб
Садагят Дадашова — Амина
Вафа Исамаилова — Малакниса

### Административная группа
оригинальный текст : Ильяс Эфендиев
автор сценария : Али Гафаров
режиссёр-постановщик : Тофик Исмайлов
оператор-постановщик : Валерий Каримов
художник-постановщик : Надир Зейналов
композитор : Назим Аливердибеков
звукооператор : Асад Асадов